# Kroczów Większy
Kroczów Większy [pronunciación en polaco: /ˈkrɔt͡ʂuf ˈvjɛnkʂɨ/] es un pueblo ubicado en el distrito administrativo de Gmina Kazanów, dentro del Condado de Zwoleń, Voivodato de Mazovia, en el este de Polonia central. Se encuentra aproximadamente a 4 kilómetros al noreste de Kazanów, a 11 kilómetros al suroeste de Zwoleń, y a 110 kilómetros al sur de Varsovia.